# Cephalotes resinae
Cephalotes resinae é uma espécie de inseto do gênero Cephalotes, pertencente à família Formicidae.